# Entomoplasma melaleucae
Entomoplasma melaleucae è una specie di batterio appartenente alla famiglia delle Entomoplasmataceae.